# ARN-polimerase
ARNs-polimerases são enzimas responsáveis pela síntese de RNA a partir de sequências de DNA ou RNA, sendo, portanto, classificadas em RNA polimerase dependente de DNA ou RNA, respectivamente. Essas proteínas podem originar moléculas de RNA como intermediárias para o processo de tradução (mRNA) ou como produto final, podendo apresentar ação catalítica, reguladora ou estrutural.
As polimerases podem ser classificadas em dois grupos:
- RNA polimerase dependente de DNA: envolvida na transcrição do DNA, utiliza nucleotídeos tri-fosfato como substrato e depende de uma fita molde de DNA, podendo ser classificadas em 5 tipos;
- RNA polimerase dependente de RNA: atua na replicação do genoma de vírus de RNA e na amplificação de RNA de interferência em eucariontes, atuando de forma semelhante a RNA polimerase DNA dependente.

## Estrutura

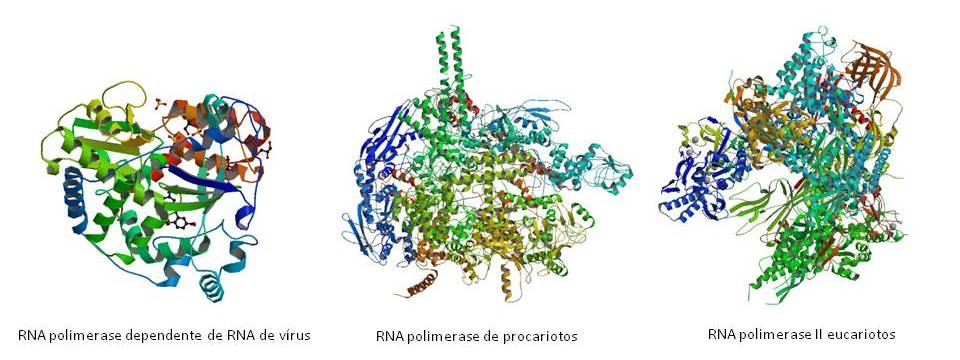
Figura 1. Estrutura das RNA polimerases de eucariotos, procariotos e vírus.

As estruturas tridimensionais das RNA polimerases dependentes de DNA ou RNA são comumente descritas analogamente a uma mão direita, como ilustrado na figura 1, considerando a palma, os dedos e o dedão.  Em eucariontes e procariontes, a RNA polimerase consiste em um complexo proteico, enquanto nos vírus é geralmente formada por apenas uma proteína.

## Procariontes
Os procariontes possuem somente uma forma de RNA polimerase dependente de DNA. O cerne desta é composto por 4 subunidades: β, β', ω e α. Ao contrário das demais, a subunidade α está presente em duas cópias. Desta forma, o cerne da RNA polimerase bacteriana possui 5 subunidades, que compreendem a porção catalítica do complexo enzimático.  As subunidades β e β' se ligam não especificamente ao DNA dupla fita imediatamente após à região transcrita. Adicionalmente, essas subunidades formam um canal que permite a entrada de ribonucleotídeos ao sítio ativo de transcrição e catalisam a polimerização do RNA, o qual é removido desta região por meio de outro canal entre β e β'. ω atua como uma chaperona para β' e assiste na montagem da RNA polimerase. As subunidades α também auxiliam neste processo ao conduzir o arranjo espacial das subunidades β na estrutura da RNA polimerase. Ao formar dímeros, os domínios N-terminais de cada subunidade α se associa exclusivamente a uma subunidade β, de forma que αI se liga à β e αII à β', aproximando β e β'. A porção C-terminal das subunidades α interagem com o DNA upstream ao promotor  e fatores de transcrição. Os fatores σ consistem na subunidade livre da RNA polimerase e se associam ao seu cerne por meio de interações com β e β'. Esses fatores conferem ligação ao DNA com especifidade de sequência.

## Eucariontes
As RNA polimerases dependentes de DNA de eucariotos podem ser classificadas em 5 tipos (RNA polimerase I-V) de acordo com as subunidades que as compõem, estando envolvidas na transcrição de diferentes moléculas de RNA (RNA não codificante, RNA mensageiro, RNA ribossômico). As RNA polimerases I-III apresentam uma estrutura principal constituída por 10 subunidades, sendo 5 (Rpb5, Rpb6, Rpb8, Rpb10 e Rpb12) comum às três, e variam na quantidade e nos tipos de proteínas que se associam a esse cerne. As RNA polimerases IV e V foram identificadas apenas em plantas e ainda não foram caracterizadas estruturalmente, mas foram descritas quanto à composição proteica, apresentando 12 subunidades encontradas na RNA polimerase II.

## Vírus
As RNA polimerases dependentes de RNA ou DNA de vírus em geral consistem em uma proteína, no entanto RNA polimerase dependente de DNA codificada pelo Vaccinia virus é composta por subunidades. Essas polimerases apresentam sequências consenso que estão envolvidas em pontos chaves do processo de transcrição. As RNA polimerases dependentes de RNA e DNA possuem três motivos conservados em comum, determinados A, B e C. A e C ligam íons divalentes essenciais para a atividade catalítica da enzima, enquanto o motivo B auxilia na incorporação do ribonucleotídeo adequado.

## Descrição geral

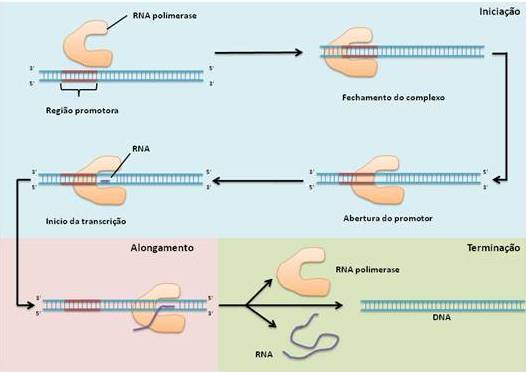
Figura 2. Esquema da transcrição pela RNA pol de células eucarióticas e procarióticas, com as fases de iniciação, alongamento e terminação

Ao desestabilizar a estrutura de fita dupla, as RNA polimerases expõem a sequência que será transcrita, permitindo que ribonucleosídeos trifosfato se liguem a esta por complementariedade de bases. Conforme essas enzimas percorrem a fita molde no sentindo 5'-3', são formadas ligações fosfodiéster entre os ribonucleotídeos por meio da hidrólise do trifosfato pelas RNA polimerases, liberando pirofosfato. Paralelamente, o pareamento das bases nitrogenadas é desfeito, de forma que a molécula de RNA em formação é estendida lateralmente a região transcrita. Isto e a rapidez desse processo permitem que mais de uma cópia de RNA possam ser feitas simultaneamente a partir da mesma sequência alvo. Quando esta consiste em DNA, a transcrição ocorre após o reconhecimento de regiões promotoras, que estão presentes em somente uma das fitas, por proteínas específicas que se associam às RNA polimerases.    

## Procariontes
Os promotores de procariontes apresentam duas sequências hexonucleotídicas que se localizam a 35 e 10 pares de base da extremidade 5’ do sítio em que se inicia a transcrição, definido como +1. Logo, essas sequências também são conhecidas como -35 e -10, respectivamente. Essas regiões são reconhecidas pelos fatores σ, os quais determinam os genes a serem transcritos por meio da seletividade à sequência do DNA. Ao contrário dos genes housekeeping, que são regulados pelo mesmo fator σ, as regiões promotoras de genes que são transcritos em resposta a estímulos internos ou externos são regulados por fatores σ específicos, de maneira que a transcrição desses depende primariamente da síntese e quantidade dos seus respectivos fatores σ. Portanto ao se associarem às RNA polimerases, os fatores σ determinam os genes a serem transcritos, desempenhando um papel crucial na regulação desse processo. O complexo proteico formado pela RNA pol e o fator σ é chamado de holoenzima RNA polimerase. Quando esta se liga ao DNA, denomina-se complexo promotor fechado. Após a desespiralização e abertura do DNA, forma-se o complexo promotor aberto, ou bolha de transcrição, e ocorre o pareamento dos ribonucleotídeos com a fita molde. Ao iniciar a síntese de RNA, a RNA polimerase armazena energia para quebrar a interação com a região promotora pelo fator σ. Enquanto isso não acontece, oligômeros de RNA são descartados, processo chamado iniciação abortiva. Quando o polímero que está sendo sintetizado atinge aproximadamente 10 pares de bases, o fator σ se dissocia da RNA polimerase, a qual deixa de interagir com o promotor e continua a transcrição ao longo da molécula de DNA até identificar um sinal de parada, ou terminador. Este pode ser Rho dependente ou independente. No primeiro caso, Rho se liga na extremidade livre do RNA que está sendo sintetizado e a partir da hidrólise de ATP, essa proteína consegue se deslocar pelo RNA e promover a dissociação da RNA polimerase do DNA, liberando, assim, a fita de RNA. O término independente de Rho acontece devido à transcrição de sequências invertidas geralmente ricas em citosina e guanina, que por serem complementares, se pareiam formando uma estrutura de grampo. Essas sequências são sucedidas por timina e adenina, que conferem uma ligação mais fraca entre o RNA e o DNA. Desta forma, quando o grampo formado empurra a molécula de RNA contra o DNA, a RNA pol se dissocia do complexo DNA-RNA-pol-RNA.  

## Eucariontes

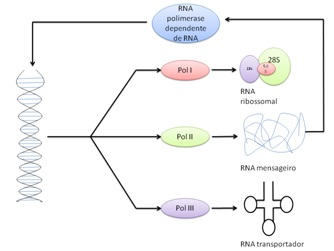
Figura 3. De maneira simplificada, a RNA polimerase I atua sintetizando RNAs ribossomais, a RNA polimerase II transcreve RNA mensageiro, ao passo que a RNA polimerase III atua na transcrição de RNA transportador. Em adição pode-se citar a ação da RNA polimerase dependente de RNA, que atua na síntese de DNA a partir de um molde de RNA.

As células eucarióticas possuem 5 RNA polimerases, sendo as mais estudadas as polimerases I, II e III. Essa três polimerases possuem ações definidas, como ilustrado na figura 3. A polimerase I transcreve genes que codificam o RNA ribossomal (rRNA). A polimerase II transcreve genes que codificam proteínas na forma de RNA mensageiro (mRNA) e  pequenos RNAs. Sua regulação é relacionada com a diferenciação e manutenção da identidade celular, tal como repostas da célula perante alterações ambientais. A polimerase III se dedica à transcrição de um grande número de genes relacionados com RNA de interferência e RNA transportador (tRNA), com tamanho máximo de 400 pares de base.    

### RNA polimerase I
A RNA polimerase I atua em regiões promotoras específicas denominadas 18, 28 e 5,8s, atuando na transcrição dos genes ribossomais. Dessa forma, a atividade dessa enzima interfere na produção do ribossomo, interferindo indiretamente na tradução celular, ao inibir a síntese de RNA ribossomal a célula pode entrar em processo de morte celular por apoptose ou autofagia, ou em processo de senescencia. O processo de transcrição é modulado por fatores que atuam no reconhecimento de regiões específicas, alongamento e término da transcrição. A iniciação ocorre quando a proteína UBF (upstream binding factor) interage com pequenas porções específicas do DNA, tornando possível a interação com a proteína TIF-IB (promoter selectivity factor), formando um complexo. A UBF inibe ainda a interação de histonas com a fita de DNA, o que impossibilitaria a ação da RNA polimerase I por impedimento espacial. O complexo formado por UBF e TIF-IB possui sítios que são reconhecidos pela proteína TIF-IA, gerando um novo complexo, que irá apresentar sítios para o reconhecimento do DNA pela RNA polimerase I. A transcrição persiste até o reconhecimento de sinais específicos de término, entre eles o TTF-1 (transcription termination factor),o qual inibe a ação enzimática da RNA polimerase I, e o PTRF (polymerase and transcript release factor), que determina a liberação do RNA recém-transcrito da maquinaria de transcrição. (Figura 4). Alterações na atividade da polimerase I ou dos fatores que interferem na sua atividade estão associadas com diversas patologias denominadas ribosomospatias.      

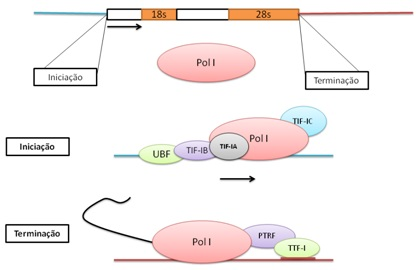
Figura 4. Esquema apresentando a organização estrutural da RNA polimerase I e os fatores basais para o funcionamento normal da transcrição. A linha azul é uma fita de DNA que possui o sítio de início, contendo as regiões promotoras e os complexos de iniciação para a transcrição, composto por três proteínas (UBF, TIF-IB e TIF-IA). A linha vermelha representa as regiões de término da transcrição, com o complexo de término da transcrição composto pela TTF-1 e PTRF. O RNA recém sintetizado está representado pela linha preta.

### RNA polimerase II
A RNA polimerase II é uma enzima com 12 subunidades que transcreve genes que codificam RNA mensageiro, tendo grande impacto na diferenciação e manutenção celular. Já foram descritas modulações em diversos estágios da transcrição, sendo que tal ação é um mecanismo central no controle da expressão gênica. Para o início da sua ação, a RNA polimerase II conta com a ação de fatores de transcrição como o TF-IIB, o TF-IID, o TF-IIF e o TF-IIH que geram, em regiões específicas do DNA, complexos de pré-iniciação. Tais complexos auxiliam a ligação da RNA polimease II às regiões do DNA que serão transcritas, assim como estimulam a saída da RNA polimerase II da região promotora. A subunidade TAF do TF-IID, pode estar ligada à proteína TBP (TATA Box-bindingProtein), formando um complexo que irá interagir com sequências TATA presentes no DNA, sinalizando os genes que serão transcritos pela RNApol II. No modelo clássico, ilustrado na figura 5, o complexo formado por RNA pol II e o TF-IIF interage com o complexo TF-IIB e TBP juntamente com a região promotora do DNA, resultando no complexo de iniciação da transcrição. Tal complexo se liga ao TF-IIE e ao TF-IIH, formando o denominado complexo de pré-iniciação (PIC) que contém no seu sitio ativo DNA de dupla fita, que será trancrito. Na presença de nucleotídeos, uma porção central do DNA sofre separação das fitas, gerando uma bolha de transcrição. Nessa bolha, uma das fitas do DNA atua como molde e passa próximo ao sítio ativo da RNA pol II. Desta forma, a RNA pol II consegue exercer sua ação enzimática em cadeia, formando o RNA mensageiro.      

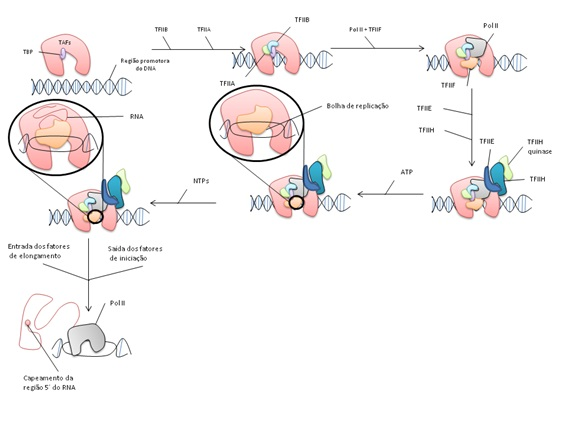
Figura 5. Para a RNA polimerase II exercer sua função ela precisa antes de tudo que o DNA esteja pronto. Para isto, fatores de transcrição irão atuar de forma organizada, gerando a abertura da dupla fita de DNA na região promotora, criando um sítio para a ação da RNA polimerase II e dos fatores de alongamento. A RNA polimerase II irá exercer sua ação até chegar a uma região pré-determinada, denominada região de término da transcrição.

### RNA polimerase III
A RNA polimerase III tem como função transcrever genes relacionados na sua maior parte com o processamento de RNA transportador e de interferência (esses polímeros consistem em sequências menores que 400 pares de bases devido às propriedades de alongamento da RNA polimerase III e ao reconhecimento de fatores de término como regiões repetitivas compostas pelo nucleotídeo timina). A RNA polimerase III possui maior variedade de promotores que a polimerase I, porém há  uma menor diversidade de promotores quando comparados aos da RNA polimerase II. Podemos classificar tais promotores em três grupos: dois com regulação intragênica, que não envolve o reconhecimento da sequência TATA, e um extragênica, relacionada com reconhecimento da sequencia TATA. A forma como os promotores e inibidores interagem entre si e com o DNA determinam o recrutamento da RNA polimerase III. Em eucariotos, três subtipos de RNA polimerase III estão descritos, com estruturas promotoras e inibitórias elucidadas, como ilustrado na figura 6.

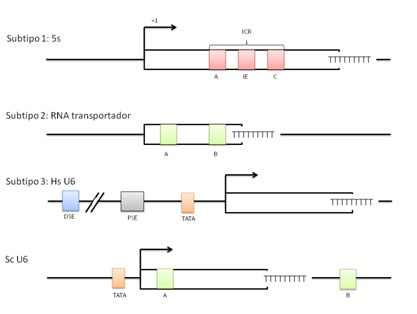
Figura 6. Os diferentes subtipos de RNA polimerase III têm diferentes promotores. O subtipo 1, descrito em Xenopus laevis, possui uma região promotora 5s e uma porção interna denominada ICR (internal controle region), podendo ser dividida em uma porção inicial (A), um elemento intermediário (IE) e uma região terminal (C). O subtipo 2 está envolvido na codificação de RNA transportador, especialmente o que transporta o aminoácido leucina. O seu reconhecimento ocorre internamente em regiões promotoras, que podem ser divididas em duas sequências (A e B). O subtipo 3 da RNA polimerase III foi descrito em humanos codificando o pequeno RNA denominado U6. Seus promotores consistem em uma sequência DSE (distal sequence element), uma sequência PSE (proximal sequence element) e uma sequência TATA. O promotor que codifica o mesmo pequeno RNA em Saccharomyces cerevisiae, foi o primeiro promotor híbrido descrito, contendo regiões de regulação extragênica, onde a região transcrita é precedida por uma sequência TATA e sucedida por uma sequência T, e intragênica.

## Vírus
Nos vírus, o processo de transcrição de RNA mensageiro ou RNA não codificante pode ser realizado por RNA polimerase dependente de DNA ou RNA, de acordo com o tipo de genoma. Quando este consiste em RNA, as RNA pols dependentes de RNA também são responsáveis pela replicação do material genético. A regulação desses dois processos é realizada por meio da interação de outras proteínas virais e do hospedeiro com a RNA polimerase dependente de RNA.    

## Ativação/Repressão da transcrição: controle da expressão gênica
As células expressam apenas parte do seu genoma, alterando o seu perfil transcricional e proteico ao longo da sua "vida" em resposta a pressões externas e/ou estímulos internos.  Esse controle da expressão gênica pode ocorrer em diversos processos, tais como: transcrição, processamento pós-transcricional, tradução, processamento pós-traducional, endereçamento e transporte da proteína, entre outros. A transcrição do DNA em RNA é o ponto de partida de grande parte da expressão fenotípica. Todas as células irão transcrever genes que codificam RNAs que possuem funções gerais e essenciais para a manutenção da viabilidade celular. Esses genes são conhecidos como genes housekeeping, que irão codificar proteínas com expressão constitutiva e essenciais para a viabilidade celular. Entretanto, as células possuem genes que irão codificar proteínas diferenciadas que participarão de determinados processos, definindo o seu tipo celular e fenótipo.
Uma das principais questões relacionadas com a regulação da expressão gênica é como a célula “sabe” o que deve ou não ser transcrito em um determinado momento. Assim, a maquinaria de transcrição da célula precisa identificar e responder a sinais diversificados, e geralmente distintos dos que regulam a replicação. Os genes que serão ou não transcritos são frequentemente controlados por sinais extracelulares, como no caso de bactérias, por moléculas presentes no meio de cultivo. Esses sinais são comunicados aos genes por proteínas reguladoras, que podem ser de dois tipos: reguladores positivos, ou ativadores, que irão aumentar a transcrição de um gene; e reguladores negativos, ou repressores, que irão diminuir ou até interromper a transcrição de um gene.
Uma das formas que a maquinaria de transcrição da célula tem de regular e minimizar erros na transcrição do DNA é a especialização da RNA polimerase nos diferentes tipos mostrados anteriormente. Os RNAs ribossomal e transportador são a grande maioria dos transcritos e não serão traduzidos em proteínas, tendo sua função como RNA, sendo os tRNA responsáveis pela transferência de um aminoácido específico para uma cadeia polipeptídica nascente durante a síntese proteica, e o rRNA constituintes dos ribossomos, as máquinas celulares que irão realizar a síntese de proteínas. Assim, os mRNA transcritos pela RNA pol II, são responsáveis por codificar a grande maioria das proteínas presentes na célula, sendo um importante ponto de regulação da expressão gênica. 

Sequências próximas à genes que serão transcritos possuem características ativadoras (localizada em regiões anteriores à sequência transcrita) ou inibidoras (localizadas em regiões antes ou após às sequências dos genes). Tais regiões atuam como regiões de interação para ativadores e repressores da transcrição.  Por exemplo, a ação de fatores promotores da transcrição em regiões específicas como a sequência TATA e a Inr (initiator sequence), sinalizam para que a RNA polimerase II atue sobre aquela sequência, realizando a transcrição de uma proteína necessária naquele momento para a célula. Portanto, os fatores regulatórios da transcrição atuam como moléculas sequência-específicas, que exercem sua função induzindo ou inibindo a transcrição de um gene, através de alterações do reconhecimento da sequência pela RNA polimerase II

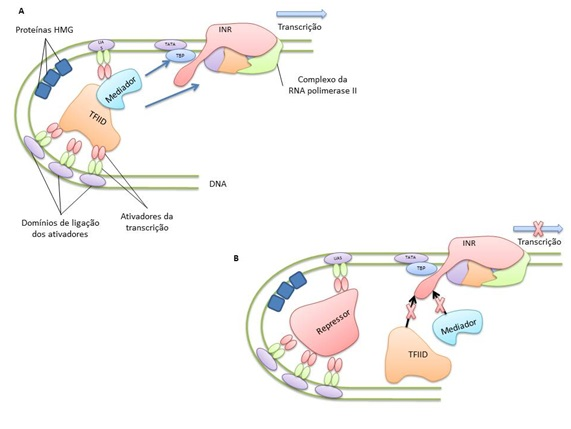
Figura 7. Ativadores e repressores da transcrição.

A transcrição da maioria dos genes requer a presença de complexos proteicos adicionais a RNA polimerase, como é o caso dos ativadores da transcrição e de mediadores que irão ajudar a transferir o sinal desses ativadores para os complexos que irão formar a maquinaria de transcrição. Os requisitos para os ativadores da transcrição variam muito, sendo conhecidos poucos ativadores que funcionam para diversos promotores e alguns ativadores que são específicos para apenas alguns promotores. Assim, os ativadores da transcrição são capazes de ativar ou modular positivamente a transcrição de um determinado gene, a presença desses ativadores irá aumentar a estabilidade do complexo da RNA polimerase, levando a um aumento da transcrição do gene que eles está modulando (Figura 7A).  Muitos ativadores funcionam em resposta a mudanças no ambiente celular, uma vez que podem se ligar a diferentes  moléculas sinalizadoras. Os sítios de ligação dos ativadores nem sempre necessitam estar próximos ao promotor, havendo a criação de uma alça no DNA, juntamente com os fatores de transcrição que formam a maquinaria da RNA polimerase. Ativadores da transcrição interagem com um ou mais componentes do complexo mediador, em sítios específicos de interação que irão diferir de um ativador para outro.
Algumas moléculas conhecidas como repressoras podem interagir com o mediador ou com os domínios de ativação e impedir a ligação desses aos fatores de transcrição, diminuindo ou parando totalmente a transcrição daquele gene (figura 7B). 

## Transcrição não codificante
Os RNA não codificantes (ncRNA) são aqueles que não atuam como molde para a tradução (mRNA), logo, inclui-se nesta definição os íntrons. No entanto, essas moléculas são produtos funcionais que podem estar associadas à funções estruturais ou à regulação da expressão gênica, podendo ser transcritos constitutivamente ou mediante estímulo.  Em mamíferos, as sequências correspondestes aos ncRNAs podem ser intergênicos, no entanto geralmente estão localizadas até 2 kb do sítio de iniciação de sequências que codificam proteínas, sendo a maioria pertencente à fita antisenso. Portanto adicionalmente à transcrição clássica, as regiões presentes na fita antisenso ao promotor do gene também são transcritas, processo comumente chamado de transcrição divergente.  Apesar de não ser totalmente esclarecido como ocorre a ativação da transcrição dos ncRNA, sabe-se que as RNA pols II, IV e V realizam esse processo. Em um locus, a RNA polimerase II pode realizar transcrição divergente paralelamente à transcrição do gene. Em eucariotos e em vírus, as RNA pols dependentes de RNA também transcrevem ncRNA. Adicionalmente, essas enzimas podem ser responsáveis pela amplifição de RNA de interferência nos eucariotos.

## Inibidores farmacológicos da RNA polimerase
Muitos fármacos irão atuar inibindo processos fisiológicos, incluindo a transcrição. Esse é o caso da rifamicina e da actinomicina. As rifamicinas foram isoladas em 1959, da bactéria Streptomyces mediterranei, atualmente conhecida como Amycolatopsis rifamycinica. As rifamicinas irão agir formando um complexo com a RNA polimerase de procariotos, inibindo a transcrição de RNA dependente de DNA. Elas interagem apenas com a RNA polimerase de bactérias, não inibindo a enzima em mamíferos. A associação da rifampicina com a isoniazida é muito utilizada para o tratamento da tuberculose. Muitos mutantes se tornam resistentes a esse fármaco, uma vez que essas mutações levam a alterações na RNA polimerase, fazendo com que essas enzimas não interajam com o fármaco e tornando essas bactérias resistentes
A actinomicina D, foi isolada de Streptomyces parvullus e, embora seja um antibiótico, é utilizada com um fármaco antineoplásico. Ela irá inibir a transcrição através da ligação ao DNA dupla-fita, intercalando com o DNA e impedindo que ele se abra para que ocorra a transcrição. Em concentrações baixas, esse fármaco não irá impedir a replicação do DNA, atuando apenas na transcrição. Entretanto, durante o tratamento do câncer ele é utilizado para bloquear o crescimento de novas células tumorais.  